# Sven Tidstrand
Sven Konrad Tidstrand, född 8 september 1899 i Bjursås församling i Kopparbergs län, död 3 maj 1991 i Bjursås församling, var en svensk företagsledare.
Sven Tidstrand var son till fabrikören Axel Tidstrand och Ellen Bergh samt farfars bror till nöjesentreprenörerna Johan Tidstrand och Helena Ek Tidstrand. Han var disponent vid Falu Yllefabrik AB i Sågmyra 1926–1947 och verkställande direktör vid Tidstrands Yllefabriker AB 1947–1963.
Han blev styrelseordförande i Tidstrands Yllefabriker 1964, ordförande i Smålands Yllefabrik AB (sedermera Lagans Textil AB), Ullspinneri- och väveriföreningen, Svenska filtfabriksföreningen, styrelseledamot av Svenska ylleindustriföreningen och Göteborgs bank. När det gäller utmärkelser, så var han riddare av både Vasaorden (RVO) och Finlands Lejons ordens första klass (RFinlLO1kl).
Sven Tidstrand gifte sig 1927 med Nan Hedlund (1905–1969), dotter till stationskarlen Per Erik Hedlund och Anna Pettersson. Därefter var han från 1970 till sin död gift med Eva Berger (född 1940) från Tyskland. I första äktenskapet fick han dottern Ann-Charlotte Giroud-Tidstrand (född 1934), som senare var VD för Tidstrands yllefabrik. 
Sven Tidstrand är begravd på Bjursås kyrkogård tillsammans med föräldrarna.